# Organización basada en la comunidad
Una organización basada en la comunidad o CBO es una organización sin ánimo de lucro que trabaja a nivel local para mejorar la vida de los residentes. La forma de hacerlo es actuando en todos los frentes: salud, medio ambiente, calidad de la educación, acceso a la tecnología, acceso a los espacios e información para los discapacitados, etc.
Las comunidades representadas por una CBO tienen siempre alguna desventaja que necesita corregirse. Están formadas, necesariamente, por miembros de la comunidad que ayudarán en principio a sus vecinos gracias a su experiencia.
Las CBO son organizaciones no gubernamentales. Algunos cooperantes se refieren a ellas como ONG locales.
La función de las CBO incluye revitalización de vecindarios, hacer viviendas asequibles, mejorar la seguridad alimentaria, conseguir transportes accesibles, crear asociaciones de gente mayor, trabajar en proyectos de conservación y protección del medio ambiente, actuar en caso de desastre humanitario, crear fondos de ayuda médica, hacer más sostenible la comunidad y construir centros y hogares para los jóvenes. 
Las CBO utilizan la tecnología para llevar a cabo las funciones administrativas y determinadas operaciones, por ejemplo, el uso de los nuevos sistemas de información geográficos (GIS) para crear mapas del territorio.
Como ejemplo, se pueden encontrar CBO en todos los lugares del mundo, por ejemplo, la organización Mujeres Masái para la Educación y el Desarrollo Económico, la Amazon Conservation Team, que está mapeando la selva mediante GPS, o la cincuentena de CBO que trabajan en Manhattan, en Nueva York, como la All Saints Roman Catholic Church, la NY Immigration Coalition, la Addicts Rehabilitation Center o la Metro North Day Care.